# Alyona Shvets
Alyona Shvets (nombre real en ruso Алёна Сергеевна Швецова; nacida el 12 de marzo de 2001, Zlatoust, región de Cheliábinsk) es una cantante rusa, cantautora, guitarrista, teclista y ukelelista. Trabaja en los géneros de indie pop e indie rock. Publicó su primer disco en 2017.

## Biografía

### Primeros años
Nació el 12 de marzo de 2001 en Zlatoust (región de Cheliábinsk) de madre médico y padre constructor. Comenzó a cantar desde muy pequeña, sus padres la orientaron al canto buscando su recuperación de un asma bronquial. En la adolescencia consiguió su primera guitarra y comenzó a interpretar canciones de artistas pop rusos en las calles de Cheliábinsk .

### 2018: inicio de carrera
Publicó las primeras canciones de su propia composición en la red social VKontakte bajo el seudónimo de Alyona Shvets. Lanzado en julio de 2018, el miniálbum debut "Вписка на балконе" (Fiesta en el balcón) llamó la atención del público sobre el joven intérprete. El álbum "Похороните меня за социум" (Entiérrame para la sociedad) fue lanzado en octubre de 2018. La verdadera popularidad de Alyona Shvets vino gracias al álbum "Когда зацветёт сирень" (Cuando las lilas florecen), después del lanzamiento del cual en abril de 2018 se hizo muy conocida en Runet.

### 2019-2021: aumento de popularidad
El 25 de septiembre de 2019 actuó en el programa "Вечерний Ургант" con la canción "Одуванчик" (Diente de león) del álbum "Проволока из одуванчиков" (Alambre de diente de león), lanzado el 6 de septiembre de 2019 .
En el verano de 2020, se lanzó su quinto álbum "Королева отстоя" (Reina del lodo), que consta de diez pistas. La composición "Молодая красивая дрянь" se lanzó anteriormente como sencillo. Se filmaron videoclips para las canciones "Машина для убийств" y "Молодая красивая дрянь" 
En la primavera de 2021, se lanzó el miniálbum "Мелкая с гитарой", que incluye cinco pistas.
El 15 de julio del mismo año, en honor al aniversario de Spotify en Rusia, la plataforma musical anunció que Shvets ocupó el primer lugar entre los 10 mejores artistas solistas. Además, la foto de Alyona estaba en el principal rascacielos de Times Square en Nueva York como parte de la campaña "Equal" de Spotify en apoyo de las mujeres en la industria de la música .
El 22 de noviembre se lanzó el miniálbum "Вредина ", que incluye tres temas: "Вредина", "Удалю" y "Луна". Se filmó un video conceptual para ellos .

### 2022-presente
El 11 de marzo de 2022, se lanzaron dos álbumes de estudio de Shvets: "Яд" (Veneno) y "Противоядие" (Antídoto), que cuentan con 8 y 10 canciones respectivamente. El 26 de mayo de 2022, se lanzó un videoclip de la canción "Да похуй" del álbum "Яд". El 10 de junio se lanzaron la pista publicitaria y el videoclip "Бьюти дача", grabados específicamente para la campaña promocional de la colaboración entre la marca de cosméticos Beauty Bomb y Alyona Shvets. El 1 de julio, interpretó el nuevo sencillo de baile “Герда”, que se lanzó oficialmente el 15 de julio junto con un videoclip. Posteriormente, el 16 de septiembre de 2022, se lanzó el sencillo "Расстройство", al que, posteriormente, el 5 de octubre de 2022, se le lanzó una pequeña caricatura.

## Estilo y tema de las canciones.
Shvets posiciona su estilo musical como "post-bardo", una mezcla de pop-rock, indie pop y canción de bardo.

## Discografía
Álbumes de estudio
- «У стены с картинками» (2017)
- «Август плачет» (2018)
- «Когда зацветёт сирень» (2018)
- «Похороните меня за социум» (2018)
- «Ведёрко с блевотиной» (2019)
- «Проволока из одуванчиков» (2019)[1]
- «Королева отстоя» (2020)
- «Противоядие» (2022)
- «Яд» (2022)
- «Старые песни» (2022)

## Enlaces
- Алёны Швец

- Datos: Q97211859
- Multimedia: Alena Shvets / Q97211859